# Густав-Адольф фон Цанген
Густав-Адольф фон Цанген (нім. Gustav-Adolf von Zangen; нар. 7 листопада 1892, Дармштадт — пом. 1 травня 1964, Ганау) — німецький воєначальник часів Третього Рейху, генерал від інфантерії (1943) Вермахту. Кавалер Лицарського хреста Залізного хреста з Дубовим листям.

## Біографія
У 1914 році командир роти, у 1915 році отримав звання старшого лейтенанта і був декілька разів поранений. З 1917 року займає Штабні чини
У січні 1920 року був звільнений з військової служби. Поступає на службу в поліцію.
1 серпня 1935 року прийнятий у Вермахт в чині підполковника.
Бере участь у Французькій кампанії (травень-червень 1940)
Бере участь у війні проти радянського союзу з 22 червня 1941 року в Білорусі.
25 грудня 1941 року призначений командиром 17-ї піхотної дивізії, яка під його керівництвом бере участь у Битві за Москву.
1 серпня 1943 — командир 87-го армійського корпусу
8 липня 1944 — командир Армійської групи Цангена
25 серпня 1944 — командир 15-ї армії
У квітні 1945 армія фон Цангена була оточена в районі Рура та була знищена, а сам генерал був 17 квітня 1945 року взятий у полон.
У 1948 році був звільнений, повернувся до Німеччини у місто Ганау де і помер.

## Нагороди
- Орден Святого Станіслава 3-го ступеня (Російська імперія)
- Залізний хрест
  - 2-го класу (13 вересня 1914)
  - 1-го класу (19 березня 1915)
- Медаль «За відвагу» (Гессен)
- Військовий почесний знак в залізі
- Нагрудний знак «За поранення» в чорному
- Орден Святого Йоанна (Бранденбург), лицар справедливості
- Почесний хрест ветерана війни з мечами
- Медаль «За вислугу років у Вермахті» 4-го, 3-го, 2-го і 1-го класу (25 років)
- Застібка до Залізного хреста
  - 2-го класу (9 листопада 1939)
  - 1-го класу (12 травня 1940)
- Медаль «За Атлантичний вал»
- Лицарський хрест Залізного хреста з дубовим листям
  - лицарський хрест (15 січня 1942)
  - дубове листя (№647; 5 листопада 1944)
- Медаль «За зимову кампанію на Сході 1941/42»

Військова кар'єра
- 18 серпня 1912 — лейтенант (патент від 23.8.1910)
- 1 серпня 1935 — підполковник
- 1 березня 1938 — полковник
- 1 лютого 1942 — генерал-майор
- 1 січня 1943 — генерал-лейтенант
- 1 червня 1943 — генерал від інфантерії